# Печеров, Алексей Иванович
Алексей Владимирович Пе́черов (укр. Олексій Володимирович Печеров; родился 8 декабря 1985 года в Харькове) — украинский профессиональный баскетболист, выступающий за клуб «Красные крылья». Играет на позициях тяжёлого форварда и центрового. Был выбран на драфте НБА 2006 года под 18-м номером клубом «Вашингтон Уизардс». Игрок национальной сборной Украины.

## Биография
В детстве Печеров шесть лет занимался футболом, играл на позиции центрального полузащитника, в 2000 году начал заниматься баскетболом в Харьковском спортивном интернате под руководством тренера Валентина Дмитриевича Кулибабы. В 2002 году Алексей начал играть за харьковский клуб «Политехник», откуда его пригласили сначала в молодёжную сборную Украины, а затем, в 2004 году, в один из ведущих клубов Украины, БК «Киев».
Летом 2004 года Алексей был признан MVP на турнире в США под названием "Global Games", где в финальном матче они обыграли молодежную сборную Хорватии (в том матче Печеров набрал 31 очко и сделал 14 подборов).
Сезон 2005/2006 Печеров перешёл во французский клуб «Пари Баскет Расинг», а в конце сезона выставил свою кандидатуру на драфт НБА. 28 июня 2006 года был выбран на драфте под 18-м номером командой «Вашингтон Уизардс». Будучи связанным контрактом с БК «Киев», Алексей ещё один сезон после драфта провёл на Украине. 5 июля 2007 года Печеров подписал контракт с «Вашингтон Уизардс»
Печеров хорошо показал себя в предсезонных играх (12 очков и 7 подборов в среднем за игру), но перед началом сезона травмировал ногу и смог дебютировать в НБА лишь 12 января 2008 года в матче против клуба «Атланта Хокс». Алексей стал четвёртым украинцем, выходившим на площадку в матче НБА, после Александра Волкова, Виталия Потапенко, Станислава Медведенко. Всего в дебютном сезоне Печеров принял участие в 38 матчах (35 в регулярном сезоне, 3 — в плей-офф), в которых в среднем за игру набирал лишь 3,6 очка и делал 1,9 подбор. В следующем сезоне статистика Алексея только ухудшилась — он сыграл всего в 32 матчах сезона.
23 июня 2009 года «Уизардс» обменяли Печерова вместе с Дарюсом Сонгайлой, Этаном Томасом и правом выбора под пятым номером на драфте в команду «Миннесота Тимбервулвз» на Майка Миллера и Рэнди Фойе.
16 августа 2010 года Алексей Печеров подписал контракт с «Миланом». Алексей хорошо провел старт сезона. В первом же матче против ЦСКА в Москве Алексей забил 23 очка (4 из 6 - 2-очковые; 5 из 7 - 3-очковые), однако затем получил очередную травму и восстановился только через 2 месяца и как следствие временно потерял место в стартовом составе команды.
23 августа 2011 года Алексей Печеров подписал двухлетний контракт с «Азовмашем». В клубе из Мариуполя Алексей провел следующих 2 сезона, в которых оба раза помогал своей команде выйти в финал украинской Суперлиги. В сезоне 2011/2012 Печеров приносил «Азовмашу» 12,4 очка + 5,7 подбора. В сезоне 2012/2013, набирал 11,6 очка + 5,0 подбора. Полностью пропустил плей-офф 2012/2013 из-за повреждения, полученного в концовке регулярного чемпионата.

## Сборная Украины
В составе национальной сборной Украины Алексей Печеров был участником чемпионатов Европы в 2005 и 2011 годах. В 2005-м он набирал 6,0 очка + 4,0 подбора за 3 встречи турнира. В 2011-м, на Евробаскете вЛитве, Алексей приносил своей сборной 7,4 очка + 4,0 подбора + 1,0 передачи в 5 матчах группового этапа.
Также принимал участие в отборе на Евробаскет 2013, в Словении. В 7 играх он проводил на паркете в среднем 12,3 минуты. Его статистика в этих матчах составила 4,9 очка + 3,1 подбора в среднем за игру.

## Статистика

### Статистика в НБА
| Сезон                                                                                    | Команда   | Регулярный сезон | Регулярный сезон | Регулярный сезон | Регулярный сезон | Регулярный сезон | Регулярный сезон | Регулярный сезон | Регулярный сезон | Регулярный сезон | Регулярный сезон | Регулярный сезон | Серия плей-офф | Серия плей-офф | Серия плей-офф | Серия плей-офф | Серия плей-офф | Серия плей-офф | Серия плей-офф | Серия плей-офф | Серия плей-офф | Серия плей-офф | Серия плей-офф |
| Сезон                                                                                    | Команда   | GP               | GS               | MPG              | FG%              | 3P%              | FT%              | RPG              | APG              | SPG              | BPG              | PPG              | GP             | GS             | MPG            | FG%            | 3P%            | FT%            | RPG            | APG            | SPG            | BPG            | PPG            |
| ---------------------------------------------------------------------------------------- | --------- | ---------------- | ---------------- | ---------------- | ---------------- | ---------------- | ---------------- | ---------------- | ---------------- | ---------------- | ---------------- | ---------------- | -------------- | -------------- | -------------- | -------------- | -------------- | -------------- | -------------- | -------------- | -------------- | -------------- | -------------- |
| 2007/08                                                                                  | Вашингтон | 35               | 0                | 9,1              | 35,2             | 28,3             | 64,5             | 1,9              | 0,2              | 0,2              | 0,1              | 3,6              | 3              | 0              | 2,7            | 0,0            | 0,0            | 100,0          | 0,3            | 0,0            | 0,3            | 0,3            | 0,7            |
| 2008/09                                                                                  | Вашингтон | 32               | 0                | 8,7              | 38,6             | 32,6             | 82,8             | 2,4              | 0,1              | 0,2              | 0,1              | 3,6              | Не участвовал  | Не участвовал  | Не участвовал  | Не участвовал  | Не участвовал  | Не участвовал  | Не участвовал  | Не участвовал  | Не участвовал  | Не участвовал  | Не участвовал  |
| 2009/10                                                                                  | Миннесота | 44               | 5                | 10,2             | 41,0             | 26,9             | 90,6             | 2,8              | 0,3              | 0,2              | 0,3              | 4,5              | Не участвовал  | Не участвовал  | Не участвовал  | Не участвовал  | Не участвовал  | Не участвовал  | Не участвовал  | Не участвовал  | Не участвовал  | Не участвовал  | Не участвовал  |
|                                                                                          | Всего     | 111              | 5                | 9,4              | 38,6             | 29,0             | 79,3             | 2,4              | 0,2              | 0,2              | 0,2              | 3,9              | 3              | 0              | 2,7            | 0,0            | 0,0            | 100,0          | 0,3            | 0,0            | 0,3            | 0,3            | 0,7            |
| Наведите курсор мыши на аббревиатуры в заголовке таблицы, чтобы прочесть их расшифровку. |           |                  |                  |                  |                  |                  |                  |                  |                  |                  |                  |                  |                |                |                |                |                |                |                |                |                |                |                |

### Статистика в других лигах
| Сезон                                                                                   | Команда        | Лига                      | GP  | GS | MPG  | FG%  | 3P%   | FT%   | RPG | APG | SPG | BPG | PPG  |  |
| 2011/12                                                                                 | Все клубы      | Все лиги                  | 58  | 18 | 20,8 | 44,3 | 36,7  | 84,6  | 5,4 | 0,8 | 0,3 | 1,1 | 10,8 |  |
| 2011/12                                                                                 | Азовмаш        | Чемпионат Украины         | 43  | 15 | 21,6 | 47,8 | 41,3  | 84,2  | 5,7 | 0,9 | 0,3 | 1,2 | 12,4 |  |
| 2011/12                                                                                 | Азовмаш        | Единая лига ВТБ           | 12  | 2  | 16,9 | 28,0 | 14,8  | 81,8  | 4,6 | 0,3 | 0,2 | 0,9 | 4,9  |  |
| 2011/12                                                                                 | Азовмаш        | Квалификация Кубка Европы | 2   | 0  | 18,5 | 31,3 | 12,5  | 100,0 | 3,5 | 0,0 | 0,5 | 2,0 | 7,0  |  |
| 2011/12                                                                                 | Азовмаш        | Кубок Европы              | 1   | 1  | 33,8 | 53,8 | 57,1  | 100,0 | 8,0 | 2,0 | 1,0 | 0,0 | 20,0 |  |
| 2012/13                                                                                 | Все клубы      | Все лиги                  | 51  | 12 | 19,1 | 44,7 | 35,9  | 77,7  | 4,8 | 0,4 | 0,3 | 0,6 | 11,3 |  |
| 2012/13                                                                                 | Азовмаш        | Чемпионат Украины         | 32  | 3  | 19,1 | 47,2 | 37,3  | 80,7  | 4,9 | 0,4 | 0,3 | 0,8 | 11,6 |  |
| 2012/13                                                                                 | Азовмаш        | Единая лига ВТБ           | 13  | 5  | 19,8 | 39,8 | 36,4  | 77,8  | 4,8 | 0,2 | 0,2 | 0,3 | 10,4 |  |
| 2012/13                                                                                 | Азовмаш        | Кубок Европы              | 6   | 4  | 17,7 | 42,2 | 29,2  | 60,0  | 3,8 | 0,5 | 0,5 | 0,8 | 11,2 |  |
| 2013/14                                                                                 | Все клубы      | Все лиги                  | 20  | 1  | 13,6 | 47,7 | 47,9  | 100,0 | 2,6 | 0,3 | 0,3 | 0,4 | 6,7  |  |
| 2013/14                                                                                 | Валенсия       | Чемпионат Испании         | 3   | 0  | 11,7 | 80,0 | 100,0 | 0,0   | 1,3 | 0,0 | 0,0 | 0,3 | 7,0  |  |
| 2013/14                                                                                 | Валенсия       | Кубок Европы              | 3   | 0  | 11,7 | 63,2 | 66,7  | 0,0   | 2,7 | 0,0 | 0,0 | 0,7 | 10,0 |  |
| 2013/14                                                                                 | Красные крылья | Единая лига ВТБ           | 8   | 1  | 17,1 | 40,4 | 39,1  | 100,0 | 3,3 | 0,6 | 0,6 | 0,6 | 7,1  |  |
| 2013/14                                                                                 | Красные крылья | Кубок вызова ФИБА         | 6   | 0  | 11,0 | 39,1 | 27,3  | 100,0 | 2,3 | 0,0 | 0,0 | 0,0 | 4,2  |  |
| 2014/15                                                                                 | Все клубы      | Все лиги                  | 9   | 1  | 19,0 | 48,2 | 47,1  | 95,5  | 5,1 | 0,3 | 0,4 | 0,4 | 15,9 |  |
| 2014/15                                                                                 | Калев          | Единая лига ВТБ           | 5   | 1  | 23,8 | 43,2 | 36,4  | 93,3  | 7,6 | 0,4 | 0,2 | 0,6 | 18,4 |  |
| 2014/15                                                                                 | Калев          | Чемпионат Эстонии         | 4   | 0  | 13,0 | 62,1 | 66,7  | 100,0 | 2,0 | 0,3 | 0,8 | 0,3 | 12,8 |  |
|                                                                                         |                | Всего                     | 138 | 32 | 19,0 | 45,1 | 38,4  | 83,3  | 4,8 | 0,5 | 0,3 | 0,8 | 10,7 |  |
| Наведите курсор мыши на аббревиатуры в заголовке таблицы, чтобы прочесть их расшифровку |                |                           |     |    |      |      |       |       |     |     |     |     |      |  |